# Vrije Geluiden (televisieprogramma)
Vrije Geluiden is een programma van de Nederlandse publieke omroep VPRO. Van 2001 tot 2019 werd het uitgezonden op televisie, daarna ging het verder op NPO Klassiek (Aad van Nieuwkerk tot november 2024) en NPO 2 Extra. 
Het televisieprogramma Vrije Geluiden werd vanaf 2017 gepresenteerd door  Giovanca Ostiana en stond onder eindredactie van respectievelijk Melchior Huurdeman en Britt Stubbe. De uitzending was geprogrammeerd op zondag en de afleveringen werden herhaald op de zaterdag daarna.
Het programma werd sinds 2001 uitgezonden, nadat Han Reiziger stopte met zijn programma Reiziger in Muziek. De openingstune werd gemaakt door Michiel Borstlap; in het verleden werd het nummer "Music is the only thing that's on my mind" van pianist Jimmy Rowles gebruikt.
Het programma bood een podium voor allerlei soorten muziek, van klassiek tot jazz, wereldmuziek en pop. Enkele van de artiesten die in de loop van de jaren acte de présence gaven zijn Tony Joe White, Thé Lau, pianist Tomoko Mukaiyama, altviolist Esther Apituley, Gino Vannelli, Joop Visser, Chi Coltrane, Katzenjammer (Noorse groep), Chris Hinze,  Chinese groep Hanggai en A Filetta (Franse groep). Daarnaast werd na het overlijden van Willem Breuker in 2010 de uitzending van Reiziger in Muziek met het Willem Breuker Kollektief herhaald, werden er specials gemaakt over 100 jaar Django Reinhardt (geb. 1910), over slagwerker Han Bennink, het Metropole Orkest, Jacques Brel, Harry Bannink en Jaap van Zweden.
Het programma werd van 2004 tot 2016 uitgezonden vanuit het Bimhuis in Amsterdam en vanaf 2016 vanuit TivoliVredenburg in Utrecht. Op 29 december 2019 vond de laatste televisie-uitzending plaats.
Vrije Geluiden ging daarna door als radioprogramma op Radio 4, nu NPO Klassiek; redacteur Tom Klaassen werd een seizoen presentator. Vanuit Splendor in Amsterdam verzorgde Aad van Nieuwkerk regelmatig uitzendingen. Daarnaast neemt Vrije Geluiden regelmatig sessies op die worden uitgezonden op NPO 2 Extra en op YouTube.